# Selenolaurita
La selenolaurita és un mineral de la classe dels sulfurs.

## Característiques
La selenolaurita és un selenur de ruteni, de fórmula química RuSe₂. Cristal·litza en el sistema isomètric.
L'exemplar que va servir per a determinar l'espècie, el que es coneix com a material tipus, es troba conservat a les col·leccions mineralògiques del museu científic natural de la Reserva Natural d'Ilmen, a Rússia, amb el número de registre: 17503.

## Formació i jaciments
Va ser descoberta al placer d'Ingul, a la localitat russa de Nepryakhino (Districte de Txebarkulsky, óblast de Txeliàbinsk). Aquest indret és l'únic a tot el planeta on ha estat descrita aquesta espècie mineral.